# 피터 팬

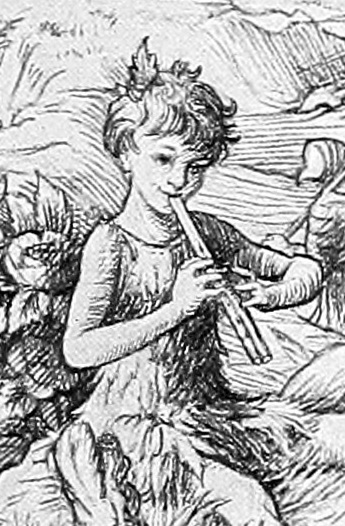
피터팬이 파이프를 연주하는 그림, F. D. 베드포드의 피터와 웬디 (1911)

피터 팬(Peter Pan)은 스코틀랜드의 소설가이며 극작가인 제임스 매슈 배리가 만든 소설 속의 인물이다. 피터 팬은 하늘을 날며, 어른이 되기를 바라지 않는 장난꾸러기 소년이다. 그는 작은 섬 네버랜드에서 잃어버린 아이들이라는 단체를 이끄는 두목으로, 요정과 해적들을 상대로 하고 때때로 바깥 세상의 어린이들을 만나기도 한다.

## 같이 보기
- 피터 팬 증후군